# 卓资东站
卓资东站，位于内蒙古自治区乌兰察布市卓资县。于2012年12月3日开通运营，目前是京包铁路和京包客运专线的一座车站，由呼和浩特铁路局集宁车务段管辖。